# 1345
Évszázadok: 13. század – 14. század – 15. század
Évtizedek: 1290-es évek – 1300-as évek – 1310-es évek – 1320-as évek – 1330-as évek – 1340-es évek – 1350-es évek – 1360-as évek – 1370-es évek – 1380-as évek – 1390-es évek
Évek: 1340 – 1341 – 1342 – 1343 –  1344 – 1345 – 1346 – 1347 – 1348 – 1349 – 1350

## Események

### Határozott dátumú események
- március 2. – VI. Kelemen pápa a veszprémi püspöki székbe helyezi át Galhard de Carceribus csanádi püspököt, míg Büki István veszprémi püspököt a kalocsai érseki székbe helyezi át.
- szeptember 18. – I. Johanna nápolyi királynő hívei Aversában meggyilkolják a férjét, András herceget, I. Lajos király öccsét. Lajos a nápolyi trón megszerzésére céljából diplomáciai akcióba kezd, szövetséget köt a bajorokkal, az osztrákokkal és az angolokkal.[1]
- október 21. – auberoche-i csata

### Határozatlan dátumú események
- I. Lajos magyar király és III. Kázmér lengyel király sikertelen hadjáratot vezet a litvánok ellen. Közben a horvát nemesség fellázad.
- Lajos támadása a horvátokat letöri, majd a sereg felmenti a velenceiek által ostromlott Zárát.
- Tatár sereg tör be Erdélybe, de a székelyek kiverik őket.
- Befejeződik a párizsi Notre-Dame gótikus katedrálisának építése.

## Születések
- október 31. – I. Ferdinánd portugál király († 1383)

## Halálozások
- szeptember 18. – Anjou András magyar királyi herceg, Calabria hercege, címzetes nápolyi király (* 1327)
- szeptember 26. - II. Vilmos hainaut-i gróf